# Charles Soulier
Charles Soulier (geboren vor 1834, gestorben nach 1876) war ein französischer Fotograf und Inhaber einer Fotoagentur für Stereoskopien.

## Lebensweg

### Bis Anfang der 1850er Jahre
Charles Soulier hat zwischen etwa 1834 und etwa 1876 gelebt; seine genauen Lebensdaten sowie sein Geburtsort sind unbekannt.
Soulier war zunächst Glasmaler. Nachdem der französische Chemiker, Erfinder und Fotograf Claude Félix Abel Niépce de Saint-Victor (1805–1870) im Jahr 1847 ein Verfahren zur Erstellung von Fotografien auf Glas im Albuminverfahren entwickelt hatte, begann Soulier mit verschiedenen Versuchen, Glas-Fotos durch Bemalen des Glases zu kolorieren.
Aufgrund der Unruhen in Paris von Februar 1848 musste Soulier die französische Hauptstadt vorübergehend verlassen; er nahm einen Lehrauftrag als Zeichenlehrer an einer Oberschule in Beauvais an.
Nach einiger Zeit nahm Soulier seine Experimente zur Kolorierung von fotografischen Abzügen auf Glas wieder auf. Bereits 1852 präsentierte er in Paris einige Fotografien, auf die er seine Maltechniken angewandt hatte. Zu Beginn der 1850er-Jahre kehrte Soulier nach Paris zurück.

### Zusammenarbeit mit Athanase Clouzard
Unabhängig von Soulier hatten Athanase Clouzard, Louis This, Alfred Sarrault und einige andere am 11. November 1851 ein Unternehmen mit dem Namen „Sarrault et Cie“ gegründet, das an einer eigenen Methode zur Übermalung von Fotografien auf Glas arbeitete. Im August 1853 verließ Alfred Sarrault das Unternehmen, in das an seiner Stelle Charles Soulier eintrat. Das Unternehmen wurde daraufhin in „This, Soulier, Clouzard et Cie“ umbenannt. Im August 1953 meldet diese Firma ein Verfahren zum Patent an, nach dem Glasplattenfotos farbig übermalt und dadurch eingefärbt werden können. Jedoch bereits im Jahr 1854 wurde das Unternehmen an eine deutsche Firma verkauft.
Charles Soulier und Athanase Clouzard gründeten im Mai 1854 ein neues Fotounternehmen, diesmal ohne Louis This, das sie in Paris in der Rue Saint-André-des-Arts 47 eröffneten. Sie handelten mit ihrer eigenen Stereobildern und belieferten ab 1854 unter anderem den französischen Optiker Louis Jules Duboscq (1817–1886) mit Stereoskopien. Duboscq, der eines der ersten in Serie produzierten Stereoskope entwickelt hatte, ließ es sich am 16. Februar 1852 patentieren und dann unter Berufung auf sein Patent die Instrumente und Stereobilder seiner Pariser Konkurrenz beschlagnahmen, darunter auch die von Charles Soulier. Duboscqs Patent wurde jedoch am 10. Dezember 1857 für nichtig erklärt, nachdem in einem Gerichtsverfahren nachgewiesen wurde, dass bereits der schottische Physiker und Privatgelehrte David Brewster (1781–1868) sämtliche Varianten des optischen Instruments beschrieben hatte; Soulier konnte die Herstellung und den Vertrieb seiner Stereoskopien fortsetzen.
1856 zogen Soulier und Clouzard in Paris in ein anderes Ladenlokal in der Rue des Grands Augustins 28 um.
Sie produzierten Glasstereographien von hoher Qualität. Souliers Stereobilder wurden im Albumin-auf-Glas-Verfahren hergestellt. Der Vorteil dieses Verfahrens bestand darin, dass das belichtbare Material im heimatlichen Labor vorbereitet werden konnten und lange Zeit verwendbar blieben. Im Unterschied dazu mussten Nasskollodiumplatten erst kurz vor der Aufnahme vorbereitet und unmittelbar danach entwickelt werden. Ein Nachteil der Albumin-Negative war, dass das Verfahren zu ihrer Herstellung kompliziert war und viel Sachkunde erforderte und dass sie recht lange Belichtungszeiten erforderten. Sie eigneten sich daher kaum für bewegliche Motive. Aus diesem Grund sind auf den Fotografien von Soulier selten Menschen zu sehen.
Die Stereoskopien von Clouzard und Soulier wurden auch von anderen Fotoagenturen und -verlagen vertrieben, oft mit Clouzards und Souliers Namenskürzel „CS“.
Eine ihrer wichtigsten Neuerungen war die Entwicklung einer Methode zur Herstellung von Glas-Stereobildern, die aus nur noch zwei (anstatt, wie bisher, aus drei) Glasscheiben bestanden. Dadurch wurden solche Stereo-Fotos sowohl billiger als auch leichter. Alle großen Hersteller von Glas-Stereoskopien haben diese Methode übernommen.
Einer der wichtigsten Konkurrenten für Soulier und Clouzard bei der Herstellung von stereoskopischen Fotografien auf Glas war Claude-Marie Ferrier (1811–1889).
1855 nahmen Soulier und Clouzard an der Weltausstellung Paris 1855 teil und erhielten dort eine Silber-Medaille für ihre Arbeit. Im Jahr 1857 gewann die Firma eine weitere Medaille auf einer Kunstausstellung in Brüssel.
Im Jahr 1858 gravierte die Firma Soulier und Clouzard Druckplatten nach Fotografien von William Henry Fox Talbot (Talbotypien).
Bis 1859 besaß die Firma mehr als 700 fotografische Ansichten von Frankreich, Deutschland (Rheinland, Sächsische Schweiz, Franken), Österreich und Spanien sowie aus Russland.
Am 9. Juni 1859 verkaufte Clouzard seinen Anteil an der Firma und die Rechte an der gesamten Sammlung von Stereobildern an Soulier. Clouzard beschäftigt sich jedoch weiterhin mit der Fotografie. Im Jahr 1860 verklagte Soulier seinen ehemaligen Geschäftspartner Clouzard vor Gericht: Clouzard habe eine Aufnahme von Prag gemacht, die einem Foto aus ihrem alten Sortiment zum Verwechseln ähnlich sei. Da Clouzard ihm jedoch seine Rechte an allen früheren Bildern verkauft habe, stehe es Clouzard, so Soulier, nun nicht mehr zu, eine so ähnliche Ansicht zu verkaufen. In seiner Entscheidung wies das Gericht Souliers Rechtsauffassung zurück und stellte klar, dass es Fotografen freistehe, beliebige Aufnahmen zu machen, ohne dadurch das Copyright anderer Fotografen zu verletzen, die dasselbe Motiv aus demselben Blickwinkel bereits früher fotografiert und veröffentlicht haben.

### Zusammenarbeit mit Claude-Marie Ferrier
Im Jahr 1859 eröffnete Soulier gemeinsam mit seinem ehemaligen Konkurrenten Claude-Marie Ferrier („Ferrier père“) und dessen Sohn Jacques-Alexandre Ferrier („Ferrier fils“) die Fotoagentur „Ferrier père et fils & Soulier“ in Paris, die stereoskopische Glas-Dias produzierte und verkaufte. Soulier brachte etwa 1200 Glasnegative in seine neue Geschäftspartnerschaft ein, darunter eine Serie von Aufnahmen aus Russland (Moskau und Sankt Petersburg) und eine Vielzahl von Souliers eigenen Aufnahmen aus Paris, Deutschland, Österreich, Spanien und Schottland. Soulier und die beiden Ferriers betrieben den Stereogramm-Verlag „Ferrier pere, fils et Soulier“ von 1859 bis 1864; in Paris am Boulevard de Sébastopol 113. 1864 verkauften die beiden Ferriers und Charles Soulier ihr Unternehmen an zwei ihrer Angestellten, Moisé Léon und Isaac Georges Lévy, die es unter dem Namen Léon & Lévy weiterführten.
„Ferrier père et fils & Soulier“ hatte auch Stereoskopien aus dem Sardinischen Krieg von 1859 in seinem Sortiment (Katalog: „Excursion sur le théâtre de la guerre d'Italie, photographiée pour l'usage du stéréoscope“). Die Urheberschaft dieser Fotos ist unklar; sie werden von manchen Autoren Charles Soulier zugeschrieben, von anderen Jules Couppier, wieder andere vermuten Claude-Marie Ferrier als den Autor; auch Bérady wird als möglicher Urheber genannt.
Ferriers und Souliers Stereografien erzeugten einen Eindruck von Räumlichkeit und Tiefe, der Betrachter verblüffte. Die Glasstereographie hob sich von anderen Arten von Stereobildern – Papier-, Gewebe- und Daguerreotypie-Stereogrammen – durch das Albumin-auf-Glas-Verfahren ab, das ein brillantes, sehr scharfes, äußerst kontrastreiches und transparentes Bild bot. In direktem Licht betrachtet, war es dem Papierstereogramm weit überlegen, das – wie die Stereodaguerreotypie – nur im Auflicht betrachtet werden konnte.
Ferriers und Souliers Glas-Stereografien wurden in England von der „London Stereoscopic Company“ und in den USA von den Brüdern Friedrich und Wilhelm Langenheim gehandelt.
Die Firma „Ferrier père et fils & Soulier“ bot nicht nur die von Soulier und Ferrier selbst aufgenommenen Fotos an, sondern auch Aufnahmen von Francis Frith, Auguste-Rosalie Bisson, Jules Couppier, Antoine Fauchery, von der Firma „E. & H. T. Anthony & Co.“ der Brüder Edward und Henry T. Anthony sowie von John James Reilly.
In Deutschland wurden die Glas-Stereoskopien von Ferrier und Soulier unter anderem in den Kaiser-Panoramen August Fuhrmanns gezeigt.

### Die späteren Berufsjahre

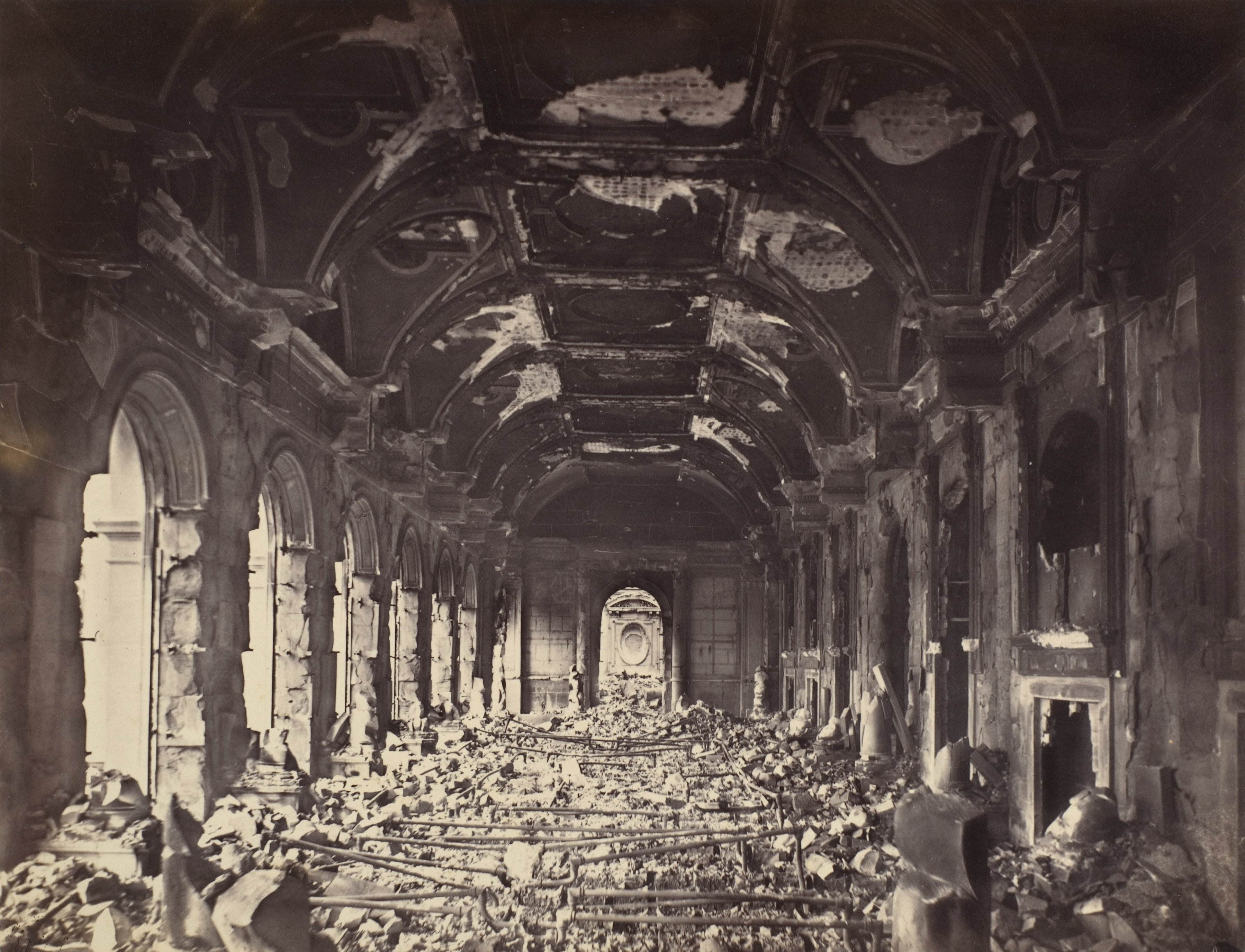
Zerstörungen im großen Saal des Pariser Staatsrats im Palais d’Orsay, 1871. Fotografie von Charles Soulier

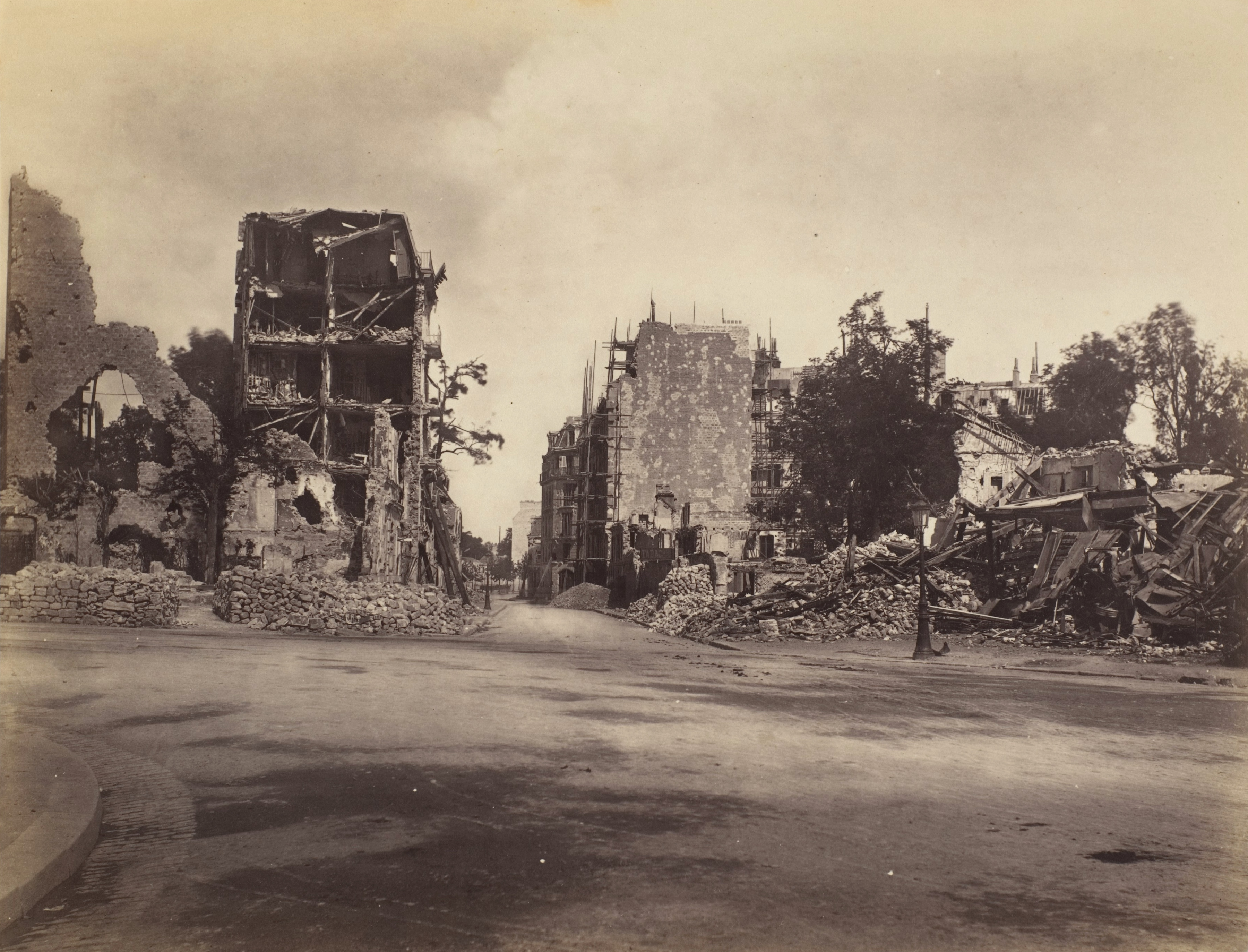
Beschädigte Häuser an der Porte d'Auteuil, 1871. Fotografie von Charles Soulier

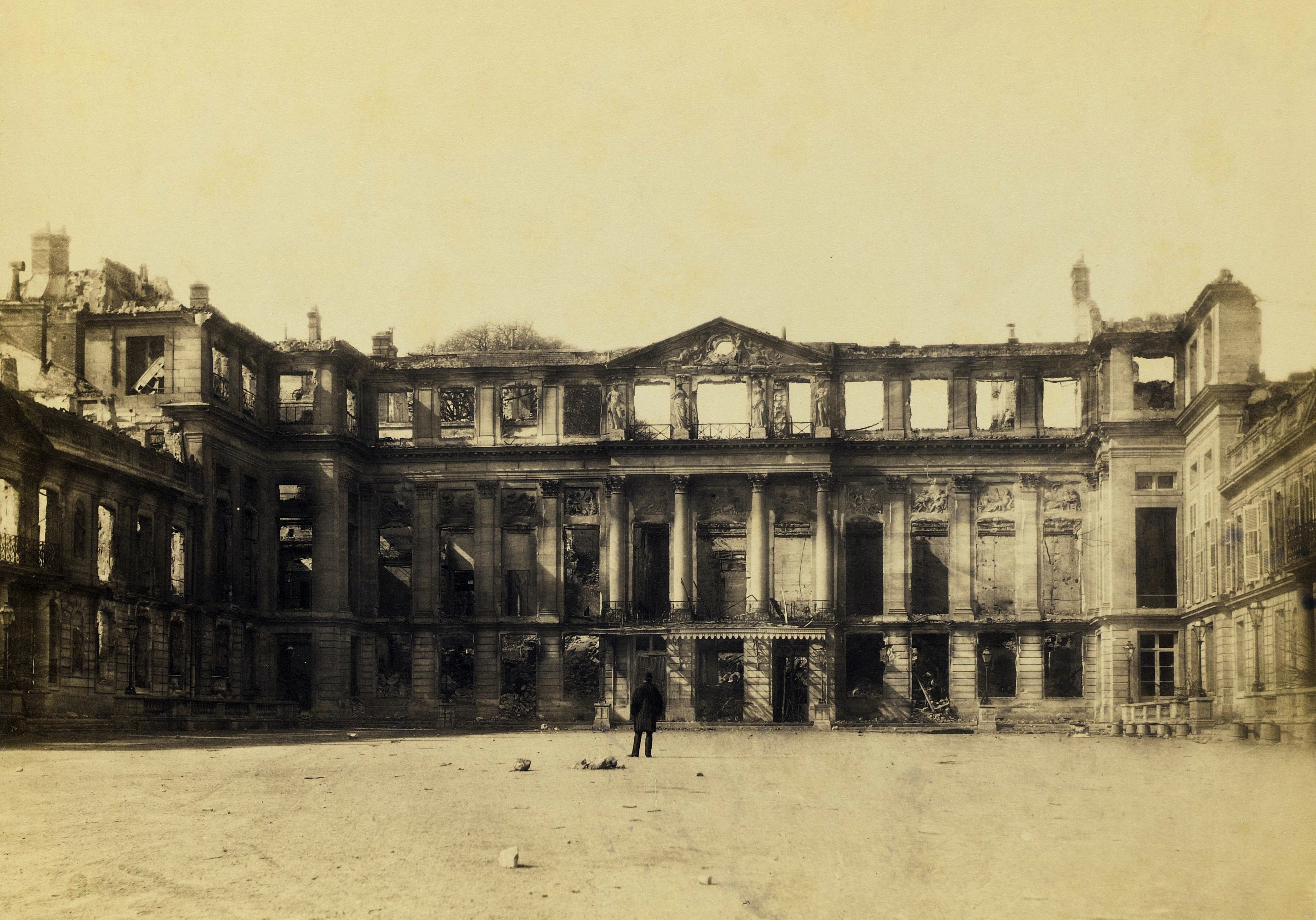
Ruine des Schlosses Saint-Cloud, nach 1870. Fotografie von Charles Soulier

Soulier blieb nach dem Verkauf von „Ferrier pere, fils et Soulier“ an Léon & Lévy weiter im Fotogewerbe aktiv.
1865 machte er in Paris Aufnahmen im Albuminverfahren und veröffentlichte sie in einem Album mit dem Titel „Vues instantanées de Paris“.
1867 gewann er eine Bronzemedaille auf der Weltausstellung Paris 1867 und wurde zum „Fotografen des Kaisers“ ernannt.
Im Jahr 1869 arbeitete er an einer Serie von Ansichten aus den Alpen; vor allem Albumin-auf-Glas-Transparente; er fotografierte u. a. den Mont Blanc.
Soulier hat im Deutsch-Französischen Krieg von 1870/71 fotografiert, vor allem die Zerstörungen im Zusammenhang mit dem Aufstand der Pariser Kommune (vom 18. März 1871 bis 28. Mai 1871).

## Fotos von Charles Soulier bei …
- Commons: Charles Soulier – Sammlung von Bildern, Videos und Audiodateien

- archive.org

- Art Institute Chicago (darunter auch mehrerer Bilder von Zerstörungen, insbes. Brandschäden, in Paris 1871)

- The Cleveland Museum of Art

- Canadian Centre for Architecture database

- Art and Architecture (A&A)

- Monovisions Black & White Photo Magazin, 31. Juli 2017

- Werke Bibliothèque national de France